# لاسوفوکسیفن
لاسوفوکسیفن (به انگلیسی: Lasofoxifene)، که با نام تجاری Fablyn فروخته می‌شود، یک تعدیل‌کننده انتخابی گیرنده استروژن (SERM) است که توسط فایزر در لیتوانی و پرتغال برای پیشگیری و درمان پوکی استخوان و درمان آتروفی واژن به بازار عرضه می‌شود.

## شیمی
لاسوفوکسیفن مشتق نفتالین و آنالوگِ دس‌متیل دی‌هیدرو از نافوکسیدین است.